# かこバスミニ
かこバスミニは、兵庫県加古川市で運行しているコミュニティバスの愛称。後述するがジャンボタクシー型車両を使用しており、正式名称も「加古川市コミュニティタクシー かこバスミニ」となっている。
当初荒井タクシーが運行を委託されていたが、現在はファイブスタータクシー、別府タクシー、伊保タクシー、荒井タクシーの4社が分担して受託運行している。
なお、かつて運行していた「かこタクシー」、「かこバスミニ・しろやま号」も併せて本稿に記述する。

## 概要
- 2005年（平成17年）6月 - 「かこタクシー」運行開始。
- 2016年（平成28年）4月 - 運行路線が志方町方面に延長。「かこバスミニ・しろやま号」（広尾東～志方町中央部）運行開始。

- 2018年（平成30年）4月 - かこタクシー、しろやま号の運行回数・ルート見直し。「かこバスミニ・山手ルート」（中河原～神野駅～高岡）運行開始。

- 2020年 (令和2年) 4月 - ルート再編を実施。「かこタクシー」「かこバスミニ・しろやま号」の運行を終了し、「かこバスミニ・志方西ルート」(宝殿駅～ボンマルシェ志方店)「かこバスミニ・志方中ルート」(宝殿駅～横山台集会所)「かこバスミニ・志方東ルート」(宝殿駅～広尾東)「かこバスミニ・平荘ルート」(神野駅～広尾東・磐西)の運行を開始。
- 2021年(令和3年) 2月 - 「かこバスミニ・平岡東ルート」(イオンタウン東加古川～土山駅南口～喜瀬川台)の運行を開始。
- 2023年(令和5年)11月 - 「かこバスミニ・志方中ルート」が朝の一部便を除き投松公会堂へ延伸。
- 2023年(令和5年)12月 - 「かこバスミニ・平荘ルート」をデマンドタクシーに転換。
- 2024年(令和6年)1月 - 「かこバスミニ・平岡北ルート」運行開始。

## 料金
- 距離によって、100・200円。支払いは現金のみ。回数券や定期券は発行していない。また神姫バスが運行していないのでICカードの使用も出来ない。

## 車両
- 原則ワゴン型ジャンボタクシー（乗客定員9名）を使用

かこタクシーの車両
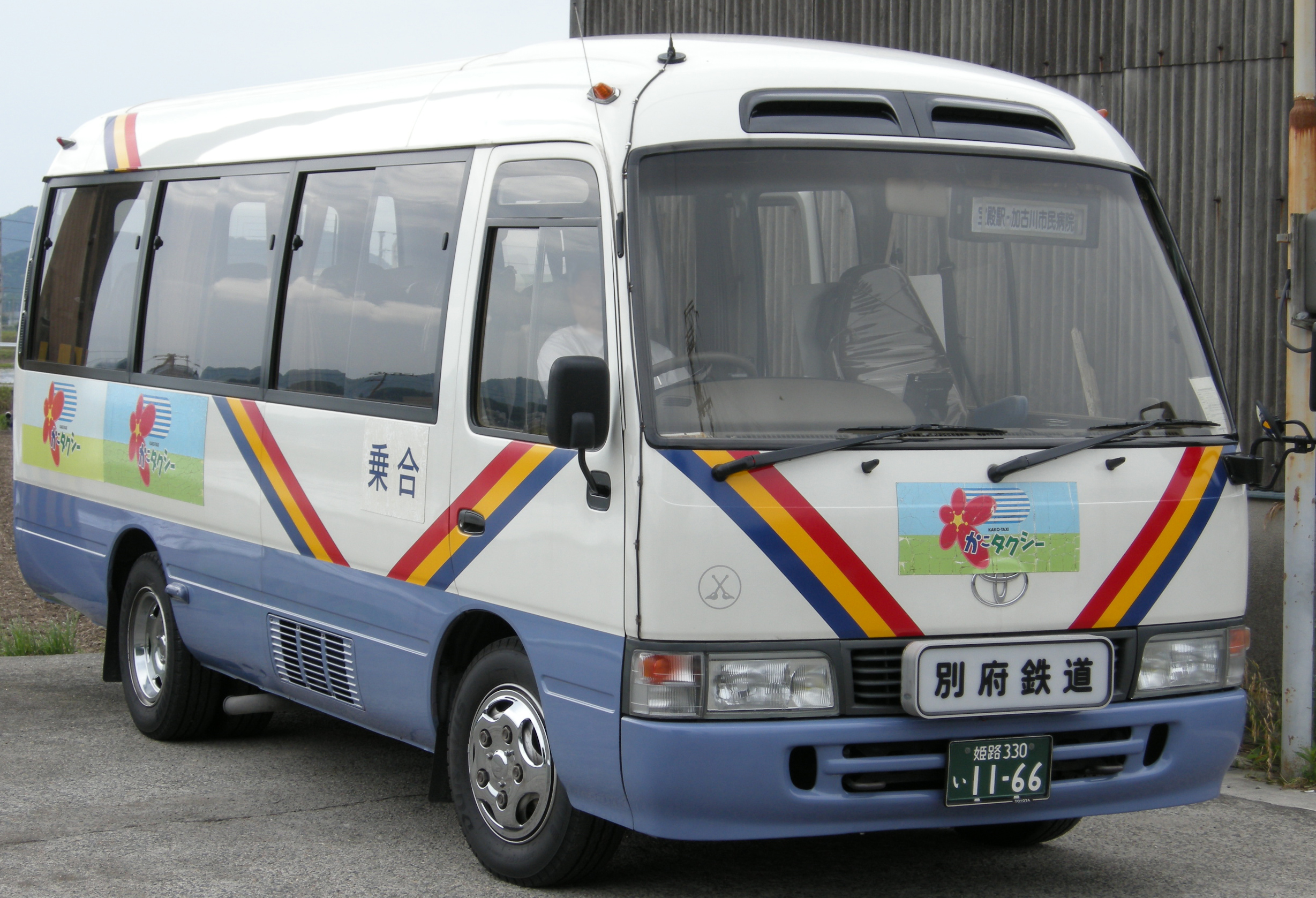
別府タクシーの車両
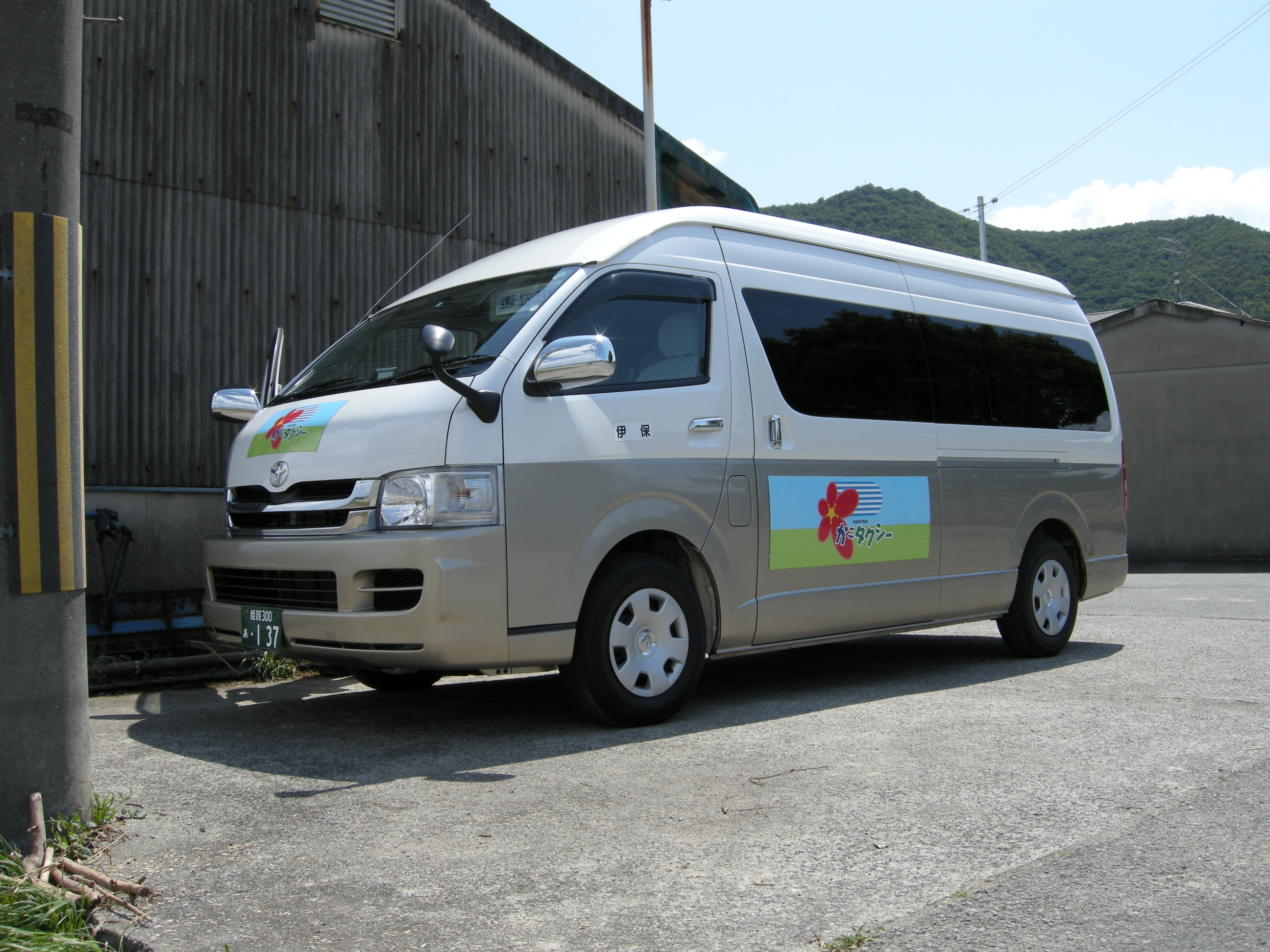
伊保タクシーの車両
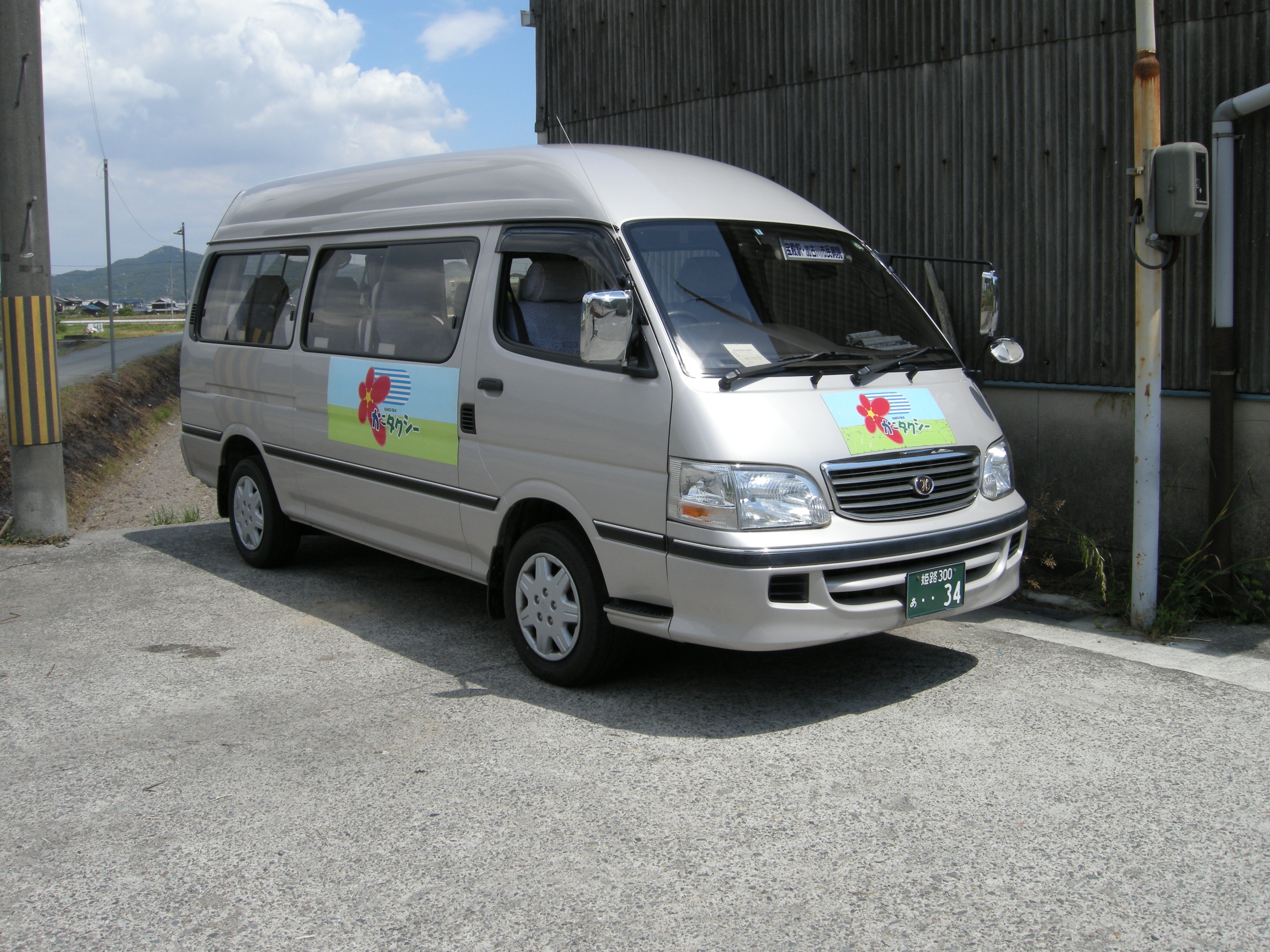
神鋼タクシーの車両
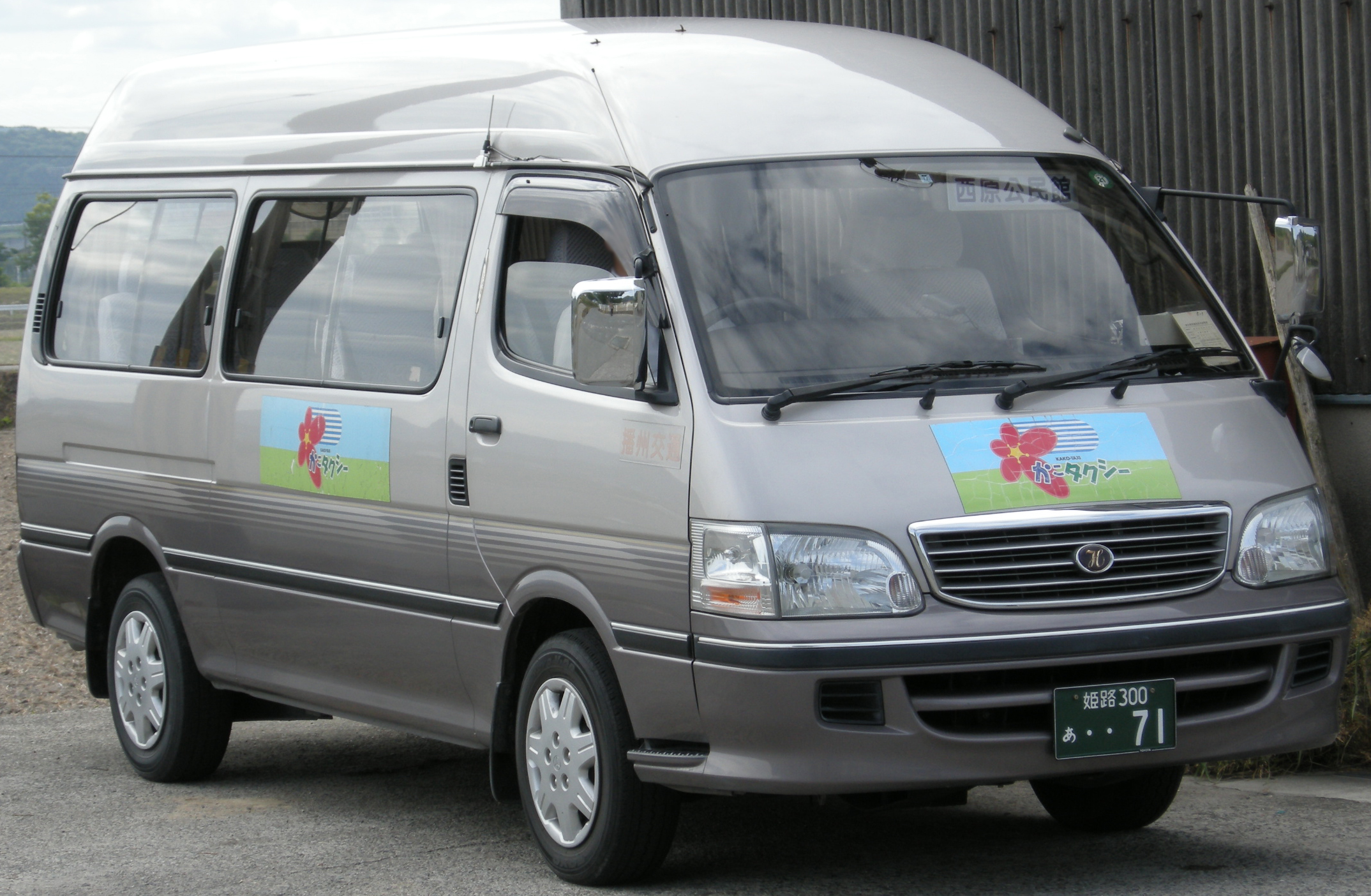
播州交通の車両

## 運行路線

### かこバスミニ・志方西ルート
- 宝殿駅 - 岸南口 -アルカドラッグ加古川西店 - 岸西 - 西山 - 地域産業振興センター前 - 西原 - 西牧 - 志方市民センター前
- 宝殿駅 - 岸南口 -アルカドラッグ加古川西店 - 岸西 - 西山 - 地域産業振興センター前 - 西原 - 西牧 - 志方市民センター前 - ボンマルシェ志方店

### かこバスミニ・志方中ルート
- 宝殿駅 - 岸南口 - アルカドラッグ加古川西店 - 長慶 - 志方南町 - 志方西口 - 横山台集会所 - (投松公会堂)
- 宝殿駅 - 岸南口 - アルカドラッグ加古川西店 - 大国公民館前 - 西神吉会館前 - こども療育センター前 - 志方西口 - 横山台集会所 - 投松公会堂

### かこバスミニ・志方東ルート
- 宝殿駅 - 岸南口 - アルカドラッグ加古川西店 - 大国公民館前 - 西神吉会館前 - 上冨木 - ボンマルシェ志方店 -  志方市民センター前 - 大沢 - 県道細工所 - 岡 - 広尾東

### かこバスミニ・山手ルート
- 中河原 - 神野駅前 - 西条山手郵便局前 - 加古川北公民館 - 北山公園 - 甲南加古川病院 - 山手公民館 - 東神野公園 - 高岡会館

### かこバスミニ・平岡東ルート
- イオンタウン東加古川 - 平岡公民館 - 平岡東小学校南 - 土山駅南口 - 平岡東小学校南 - 平岡団地集会室前 - 喜瀬川台3号棟前

### かこバスミニ・平岡北ルート
- 東加古川駅(北口) - ハローズ - 寺田 - 兵庫大学東 - 総合文化センター - 鶴池中央公園 - 野口山

## かつて運行していた路線

### かこバスミニ・平荘ルート
- 神野駅前 - 中河原 - 上部 - 小畑口 - 小畑 - 一本松 - 広尾東
- 神野駅前 - 中河原 - 上部 - 小畑口 - 上原公民館前 - 磐西

## 鉄道との乗換停留所
- JR西日本…宝殿駅・神野駅・土山駅